# Podospora curvicolla
Podospora curvicolla är en svampart som först beskrevs av Georg Winter, och fick sitt nu gällande namn av Gustav Niessl von Mayendorf 1883. Podospora curvicolla ingår i släktet Podospora och familjen Lasiosphaeriaceae.  Arten är reproducerande i Sverige. Inga underarter finns listade i Catalogue of Life.